# Közönséges makréla
A közönséges makréla (Scomber scombrus) a sugarasúszójú halak (Actinopterygii) osztályának sügéralakúak (Perciformes) rendjébe, ezen belül a makrélafélék (Scombridae) családjába tartozó faj.
A Scomber csontoshal-nem típusfaja.

## Előfordulása
A közönséges makréla elterjedési területe az Atlanti-óceán északi része, keleten Észak-Norvégiától Nyugat-Afrikáig és az Azori-szigetekig. Még előfordul az Északi-tengerben, a Balti-tenger nyugati részén, a Földközi- és a Fekete-tengerben is.

## Megjelenése
Ennek a halnak a teste megnyúlt, orsó alakú, vékony faroknyéllel, hegyes arcorral és széles szájnyílással. Szemei nagyok, szemhéjuk átlátszó (amely függőleges rést hagy szabadon a pupilla fölött). A felső állkapocs két eleme összeforrt egymással, így az nem mozgatható előre. Állkapcsa apró, éles fogakkal van ellátva. Pikkelyei kis méretűek, mellpáncélja nincs. Két hátúszója egymástól messze helyezkedik el. Hátúszóján 8-14 tüske és 113 sugár, míg a farok alatti úszóján 1 tüske és 12-13 sugár látható. Hossza 40-50 centiméter. A háti része kék színű vagy üvegzöld, az oldalvonalig sötét, hullámos harántcsíkjai vannak, hasa gyöngyházfényű. 31 csigolyája van.

## Életmódja
A közönséges makréla sebesen úszó, nyílt vízi hal, amely gyakran a vízfelszín közelében és nagy rajokba verődve vándorol, míg a téli hónapokban a mélybe ereszkedve a fenék közelében tartózkodik, és táplálkozását szünetelteti. Tápláléka halakból és rákokból áll.

## Képek

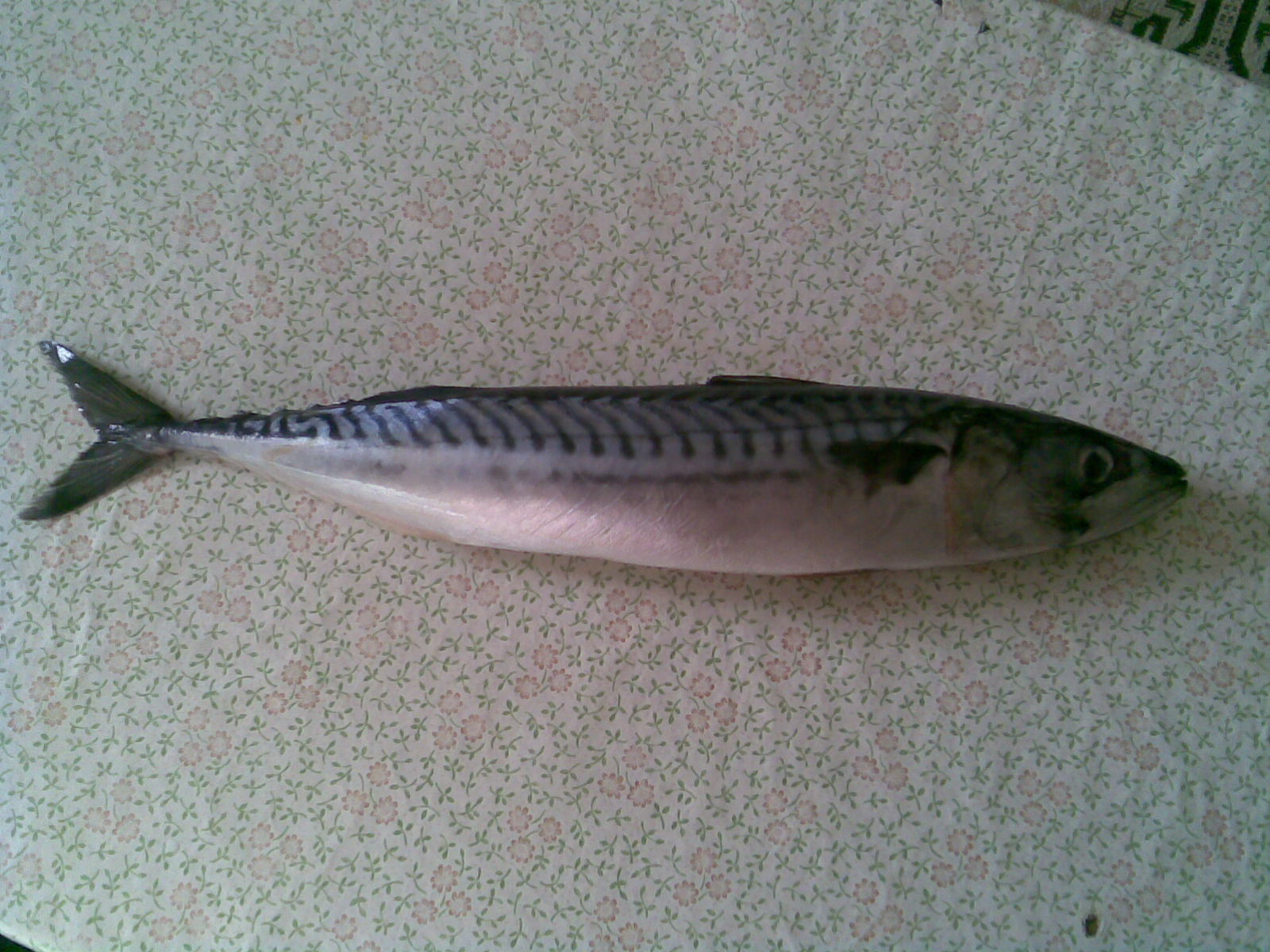
A közönséges makréla
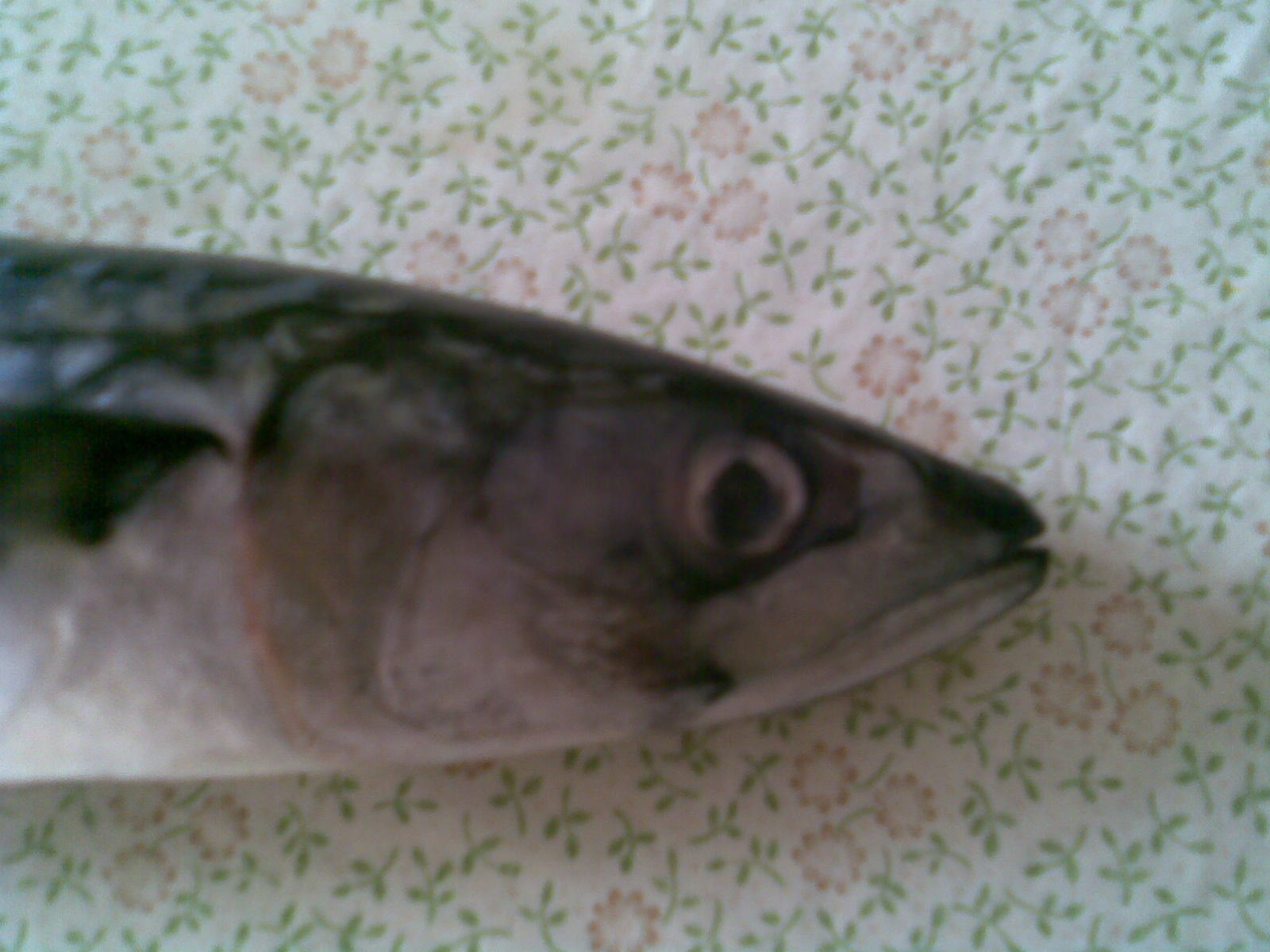
feje,
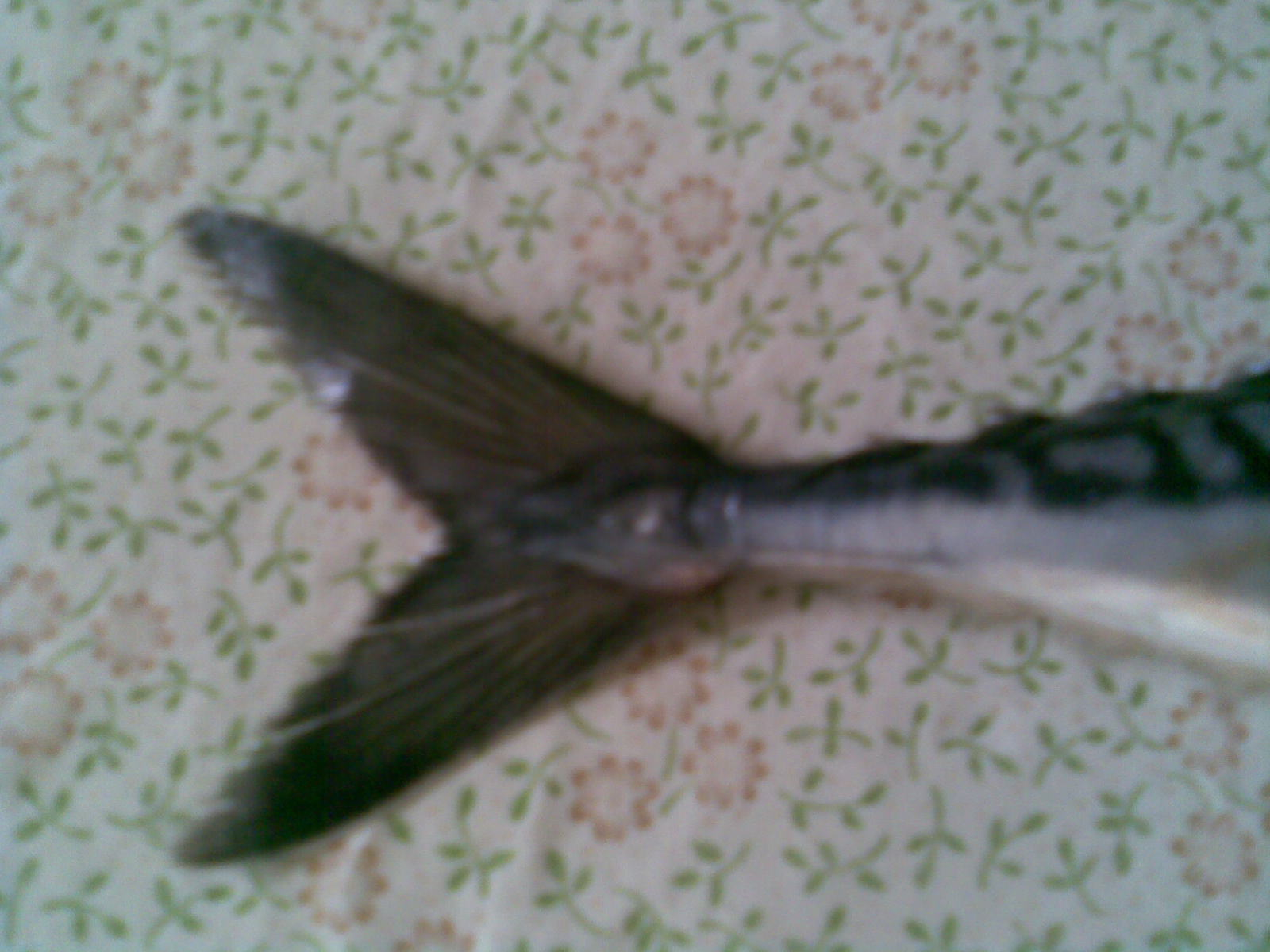
farokúszója,
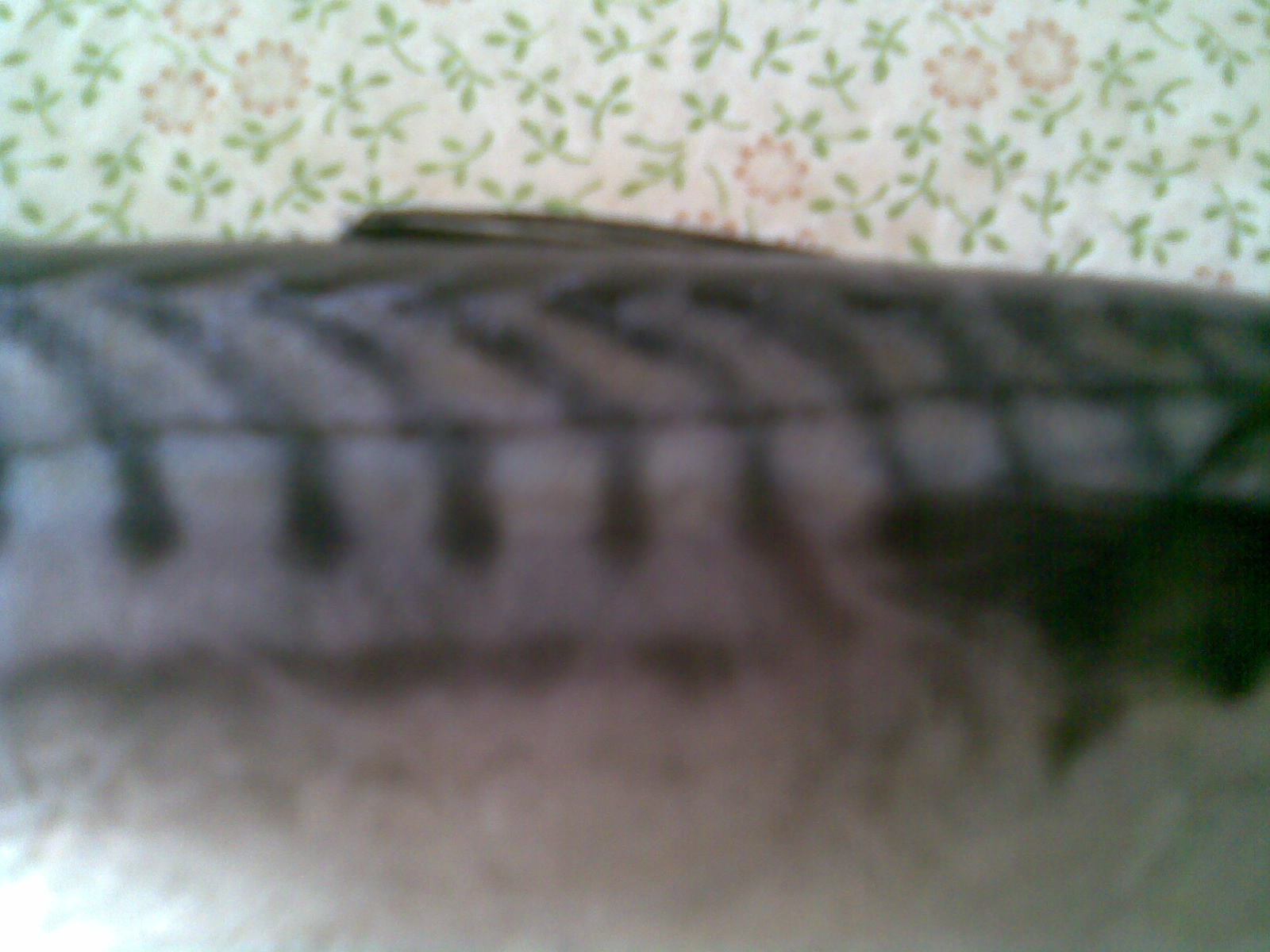
oldalának mintázata
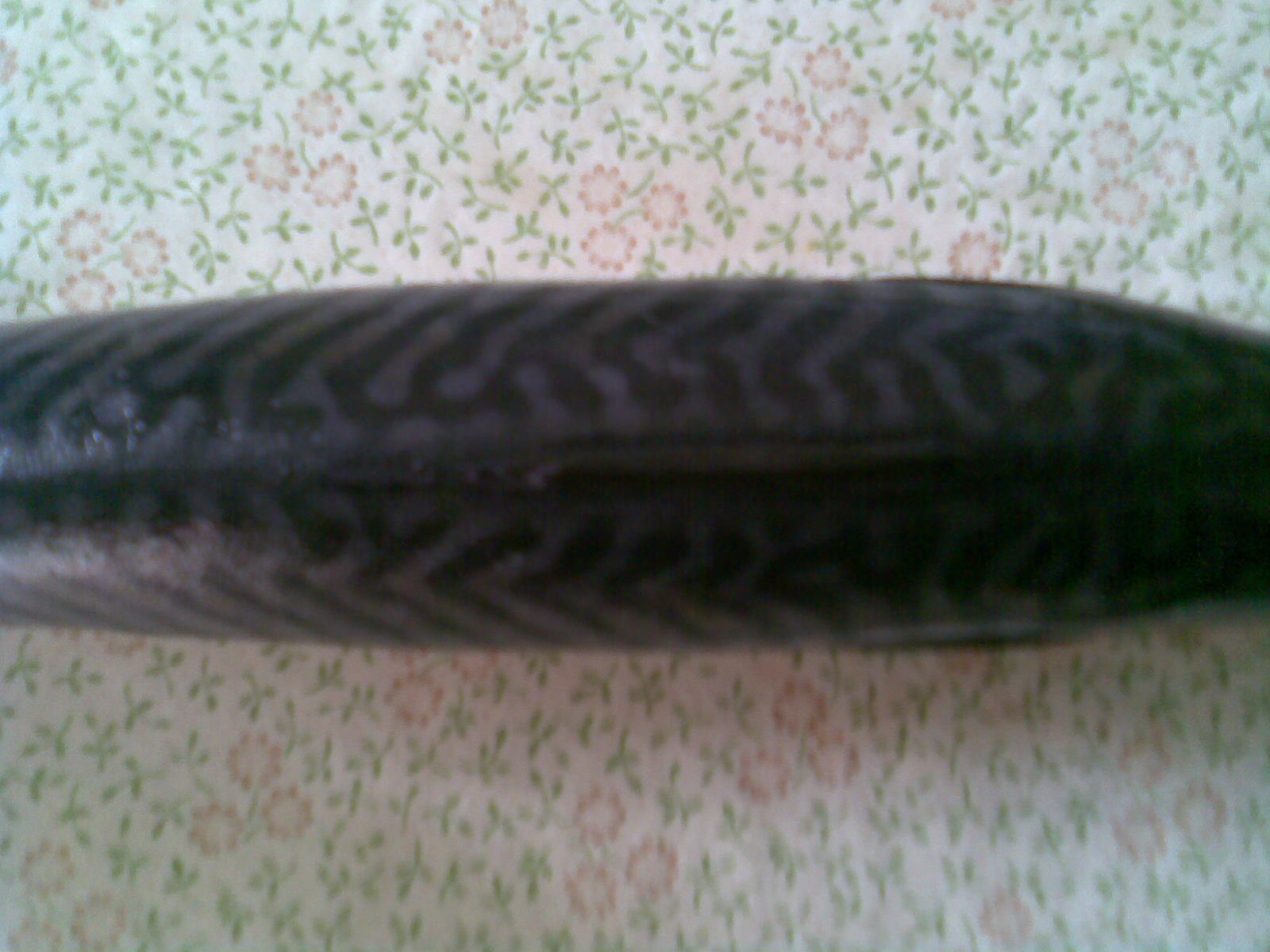
és a háton levő mintázat